# گیی هد (کشتی بخار)
گیی هد (کشتی بخار) (به انگلیسی: Gay Head (steamboat)) یک کشتی است که طول آن ۲۰۳ فوت (۶۲ متر) می‌باشد. این کشتی در سال ۱۸۹۱ ساخته شد.